# Вергелес Анастасія Павлівна
Анастасі́я Па́влівна Вергелес (11 серпня 1991, с. Моївка Чернівецького району Вінницької області) — українська актриса, співачка, модель, телеведуча, автор пісень.

## Біографічна довідка

### Освіта
Закінчила музичну школу за класом фортепіано та вокальну студію.
Вищу освіту здобула в Київському національному університеті театру, кіно і телебачення імені Івана Карпенка-Карого (майстерня Заслуженого артиста України Тараса Денисенка).

### Робота на телебаченні
ТЕЛЕБАЧЕННЯ
• 2015—2016 рік — ведуча ранкового розважального шоу «Ранок по-київськи», ТРК «КИЇВ». Робота в прямих ефірах
• 2012—2013 рік — інформаційний продюсер програми «Сніданок з 1+1»
• 2012—2014 рік — ведуча-журналіст на ПЕРШОМУ НАЦІОНАЛЬНОМУ, програма «Телеакадемія»

### Зйомки в кіно
2016 Соц. ролик «9 травня», головна роль Галини. Реж Олесь Санін;
х.ф. «Gloria seven», епізод. Німецько-турецький фільм, реж. Харольд Франклін;
х.ф. «ТОЛОКА», роль Оксани, епізод. Реж. Михайло Ільєнко;
серіал «Страх в твоем доме», гол.роль, . Реж. Юля Павлова;
серіал «Ради любви я все смогу», епізод. ІНТЕР;
к.ф. «Шрам», роль Софії, гол.роль . Реж. Юлія Тамтура;
х.ф. «Личное дело», епізод. Реж. Ігор Забара;

### Музична діяльність
Автор та виконавець пісень. Організовувала фестиваль «Woodstock Україна». Музичний директор фестивалю «Трипільське коло».